# Arachosia
Arachosia es un género de arañas araneomorfas de la familia Anyphaenidae. Se encuentra en América.

## Especies
Según The World Spider Catalog 12.0:
- Arachosia albiventris Mello-Leitão, 1922
- Arachosia anyphaenoides O. Pickard-Cambridge, 1882
- Arachosia arachosia Mello-Leitão, 1922
- Arachosia bergi (Simon, 1880)
- Arachosia bifasciata (Mello-Leitão, 1922)
- Arachosia bonneti (Mello-Leitão, 1947)
- Arachosia cubana (Banks, 1909)
- Arachosia dubia (Berland, 1913)
- Arachosia duplovittata (Mello-Leitão, 1942)
- Arachosia freiburgensis Keyserling, 1891
- Arachosia honesta Keyserling, 1891
- Arachosia mezenioides Mello-Leitão, 1922
- Arachosia minensis (Mello-Leitão, 1926)
- Arachosia oblonga (Keyserling, 1878)
- Arachosia polytrichia (Mello-Leitão, 1922)
- Arachosia praesignis (Keyserling, 1891)
- Arachosia proseni (Mello-Leitão, 1944)
- Arachosia puta O. Pickard-Cambridge, 1892
- Arachosia striata (Keyserling, 1891)
- Arachosia sulfurea Mello-Leitão, 1922